# Esparreguera
Esparreguera – gmina w Hiszpanii, w prowincji Barcelona, w Katalonii, o powierzchni 27,17 km². W 2011 roku gmina liczyła 21 856 mieszkańców.